# 埃德·卢赫特
埃德·卢赫特（英語：Ed Lucht，1931年11月6日—），加拿大男子篮球运动员。他曾代表加拿大获得1956年夏季奥运会男子篮球比赛第九名。他也参加了1959年世界篮球锦标赛。